# Katatreni
Katatreni (engelska: catathrenia), eller knarrande under sömn, är en ovanlig form av parasomni som ej bör förväxlas med prat under sömn. Det knarrande eller gnyende ljudet uppkommer i samband med utandning, till skillnad från exempelvis snarkljud som produceras under inandning. Störningen uppstår oftast under REM-sömn eller djup sömn, men den kan också förekomma under andra sömnstadier. Vanligtvis märker inte den sovande personen själv ljuden men de kan uppfattas som störande av dem som sover i samma rum. Anhöriga till dem som har katatreni brukar ge följande beskrivning: Personen drar ett djupt andetag, håller andan och därefter andas personen ut långsamt, ofta med ett ljust, gnyende ljud eller högljutt knarr. Den ljudliga utandningen avslutas alltid med en suck eller en grymtning. Det är vanligast att katatrenin inträffar mot slutet av sömnperioden, ett par timmar innan uppvaknandet. Störningen uppkommer oftast för första gången i tonåren eller under de tidiga vuxenåren.

## Klassificering
Första gången ett fall av katatreni rapporterades var 1983. Sedan dess har ett trettiotal olika fall tagits upp i medicinsk dokumentation. Katatreni definierades som en parasomni 2005 av International Classification of Sleep Disorders Diagnostic and Coding Manual (ICSD-2), men det råder fortfarande delade meningar om hur den skall klassificeras.

## Behandling
Det finns ingen specifik behandling mot katatreni. Sängkamrater eller andra anhöriga uppmanas att använda öronproppar. En studie vid Stanford University i USA 2008, där sju katatrenipatienter deltog, visade emellertid att katatreni kan behandlas med CPAP, en andningsapparat som vanligtvis används av patienter med sömnapné. I studien drogs också slutsatsen att katatreni är ett sömnrelaterat andningsproblem. Forskarlaget ansåg därmed att den nuvarande klassificeringen av katatreni som en form av parasomni är missvisande. Fler studier behöver genomföras innan man kan slå fast att CPAP verkligen fungerar mot katatreni.